# Hjort-Massiv
Das Hjort-Massiv ist ein markanter und rund 1000 m hoher Berg an der Black-Küste im Palmerland auf der Antarktischen Halbinsel. Am nordöstlichen Ende der Wilson Mountains ragt er am Südufer des Hilton Inlet auf.
Wissenschaftler der United States Antarctic Service Expedition (1939–1941) entdeckten und fotografierten ihn bei einem Überflug im Jahr 1940. Luftaufnahmen der United States Navy aus den Jahren von 1966 bis 1969 dienten dem United States Geological Survey der Kartierung. Der British Antarctic Survey nahm zwischen 1974 und 1975 Vermessungen vor. Das Advisory Committee on Antarctic Names benannte den Berg 1977 nach dem norwegischen Meeresbiologen Johan Hjort (1869–1948), der von 1926 bis 1939 an der Universität Oslo tätig war.